# غرايم كروسمان
غرايم كروسمان (بالإنجليزية: Graeme Crossman)‏ هو لاعب اتحاد الرغبي نيوزيلندي، ولد في 30 نوفمبر 1945 في نيو بلايموث في نيوزيلندا.